# FIFA 월드
《FIFA 월드》(FIFA World)는 EA 스포츠에서 제작한 온라인 축구 게임이다. FIFA 시리즈의 모드중의 하나인 얼티메이트 팀 시스템을 기반으로 한다. 게임은 오직 오리진을 통해서만 다운로드와 플레이를 할 수 있다.

## 같이 보기
- FIFA 온라인 3